# Rivière Mandeville
Rivière Mandeville är ett vattendrag i Kanada.   Det ligger i provinsen Québec, i den sydöstra delen av landet, 210 km nordost om huvudstaden Ottawa.
I omgivningarna runt Rivière Mandeville växer i huvudsak blandskog. Runt Rivière Mandeville är det glesbefolkat, med 18 invånare per kvadratkilometer.